# Летопис школе у Крушевици
Летопис школе у Крушевици чине многи историјски документи и записи учитеља и свештеника те школе. Сви ти документи илуструју историју власотиначког краја. Крајем седамдесетих година се документи из раног доба оснивања те школе пребацују у Српску академију наука и уметности. 
По летопису школе у Крушевици је отварање те образовне установе 1858. године било нешто посебно. У власотиначком крају су била немирна политичка времена праћена разним бурним догађајима. Данас школа у Крушевици носи име „Карађорђе Петровић“ које је добила 1934. године. Летопис из Крушевице обухвата следеће догађаје:

## Устанак против турака и општа ситуација
После Карађорђевог устанка у Шумадији, цео власотиначки крај био је, непрестано, за читавих седамдесет година у непрекидној грозничавој акцији за ослобођење од турака.
```
„Пуче пуска ниже Београда
Друга пуче украј Дубога
треца пуче усред Шумадије
уздиже се бутун Шумадија
И пред њом Петровићу Ђорђе
Задрма се турска царевина
Зачуди се седам краљевина
Да што ради млада Србадија.“

```

Тако је народни песник изразио своје дивљење према борби коју је српски народ повео против силне турске царевине. Та ослободилачка тежња захватила је народ снажно и држала га до ослобођења 1878. године. Таква психолошка готовост с једне стране а друге, зулум и безакоње сваке врсте дизало је народ на оружје. 

## Прве буне у власотиначком крају
Један од првих устанка био је 1809. године, а водили су га: Илија Стреља, Сава Дедобарац, Цветко Р и други. Други устанак изведен је 1821. године (запис Владика Милентије). Трећи устанак изведен је под вођством Станка Антонијевића зв. „Бојаџије“ из 1841. године. До ослобођења тј. 1878. године било је још два устанка малих размера, али, овај под вођством „Бојаџије“ био је један од најјачих, најприпремљених. 
Из овог устанка и датира позната севдалинка:
```
„Море врћај коња аго, Абдал-аго
море врћај коња, писман ћеш да будеш
море негу врћам да знам да погинем
пуче пушка из густи ораси
те обори агу абдал-агу.“

```

Станко је са својим братом прокрстарио цео власотиначки, лесковачки, нишки, заплањски и лужнички крај. Свуда је пронашао и организовао најбоље људе. У Лесковцу је имао Коцу Мулџију и поп Ђорђа из Пољанице. Ниш је водио Милоје Јовановић из Каменице, Заплање Никола Срндаковић из Горњег Душника. Поред ових, главне вође и организатори овог устанка били су следећи: Илија Николић из Јастребца, Цветко Куцула и Мита деда Ујин из Власотинца, Стојан из Матејевца, Стојан Цавдар из Крушевице и Стојан и Китка браћа из Кравља и други.

## Устанак у Власотинцу
Априла 1841. године устанак је букнуо у Власотинцу. Према Грделици је био Цека Вучковић, према Лесковцу Станко, према Предејану Илија Николић, према Свођу Лепоје из Гара. Устаници су се држали четири до пет месеци. Кад је у Ниш стигао Јакуп-паша са рафит-бегом и цариградским Терфик-бегом и ђурук-Тескереџијом-на власотиначке устанике је упућена војска од десет хиљада људи и они су после жилавог отпора подлегли. Власотинце је спаљено. Народ се разбежао и дуго крио по шумама (био у „бежанији“-по збеговима). У касну јесен се народ враћао на своја згаришта. Те године су виногради били родили као никада а бачве и буради није било јер је све изгорело. Тада је народ копао јаме у земљи и ту сипао грожђе. Главне битке су биле на Косовици, Врапчем риду, код Орашја, Гложану, на ушћу Власине у Мораву и код села Црна Бара где и данас стоје споменици (већ порушени тадашњих војсковођа (предводника). Турци су, да би га омрзли код народа, „бојаџију“ за све кривили. Тако се цео догађај у народиним казивањима и препричавањима назива „бојаџијска пљачка“. 

## Отварање школе у Крушевици
Школа у Крушевици, по самом оснивању, има посебну улогу у власотиначком крају јер су њу похађала деца из једанест околних села. Она је основана још пре ослобођења од турака. Та школа и многе друге су отваране на захтев српског живља, уз подршку кнежевине Србије, која је још признавала султанову власт. Помоћу руског конзула у Цариграду који је интервенисао код сулатана вршен је притисак на турске властодржце да одобре оснивање школских институција. Тако су 1856. године (крајем владавине Александра Карађорђевића и почетком друге владавине Кнеза Милоша) на интервенцију руског конзула у Цариграду отворене школе (манастирске методе) у Грделици, Козару, Власотинцу, Конопници, Црној Трави и Крушевици. Власотиначки крај је тада још био одлепљен од кнежевине Србије. Прво отварање школа било је пропраћено Ферманом, потписаним од стране великог везира. По казивању Васиљка Милосављевића -„Писара“, последњег учитеља школе манастирског метода у Грделици, ферман је био написан на четири језика и прилепљен на вратима школа (руски, енглески, француски, турски). Турци су поштовали Ферман. У ферману је поред осталога дословце било написано и ово:
“Отвара се народна српска школа у Крушевици и одобрава рад даскала кога село изабере. Награду даскалу исплаћује сеоски, односно црквени тутор и по слободној погодби са даскалом“.
Школа је била смештена у црквеним конацима. У окружењу православне цркве која и данас стоји било је некад село Крушевица. Кад је раније од стране турака поред цркве проведен друм, народ се, да би се склонио од турског зулума преселио је на оближња брда изнад цркве. Децу су учили свештеници. Ђаци су становали у црквеним конацима и четвртком и недељом одлазили су кући за храну и преобуку. У крушевачку школу су долазила деца из следећих села: Крушевица, Бољаре, Црнатово, Равни Дел, Дејан, Било, Џакмонове, Златићево, Свође, Јаковљево и Ораха. То је била најстарија школа у овом крају. Долазила су деца имућнијих родитеља, а тада је било ретко писмених људи. Тек после ослобођења од турака 1878. године у школи почињу предавати световни учитељи и школа добија сталност. Школску зграду је направила црква од својих прихода и на свом имању. Први световни учитељ био је Јован Биволаревић родом из Лесковца, који је за време Првог светског рата убијен од старне бугара у Сурдулици где је био помоћник начелника војне станице. 

## Први и Други светски рат
Запамћенији учитељ пре Првог и за време Првог светског рата био је Данило Тепавац, који се по завршетку рата поново вратио у Крушевицу. О његовом раду и народном просвећивању мештани и данас са поштовањем причају. После Данила долази учитељ Александар Нагорни, који је успео да подигне нову школску зграду од тврдог материјала, али је морао тада због тадашњих заоштравања политичких борби да оде из села. Убијен је од стране четника 1943. године у Другом светском рату. У времену окупације током Другог светског рата власотиначки крај је са Крушевицом, припао Бугарској, па је у школи био смештен бугарски штаб. Бугари су крушевачку школу утврдили бодљикавом жицом, а двориште оградили каменим зидом дебљине 6 см. Док су Бугари били у Крушевици до коначног ослобођења од фашизма у Другом светском рату (1941-45), народ је доста пропатио. Многи су тучени, пребијани и стављани на разне муке због поседовања оружја. Скоро су сви мушкарци били интернирани у Бугарској. Школски намештај су развукли Бугари у приватној кући и образовали своју школу, али кратког рока. Школа је у очима народа била страшна и мучилиште, тако да нису хтели децу у ту школу да шаљу. Током повлачења бугари су школу минирали и уништили. 

## Послератно доба
После ослобођења саграђена је нова школа. Уложено је 100 000 динара од помоћи за обнављање 1945. године. До 1948. године, учитељ је био Александар Ђокић из Власотинца, који је радио на довршетку изградње школе. Запажену улогу у послератном школству имао је брачни пар учитеља Михајло и Десанка Вујић из Аранђеловца. Они долазе 1948. године у школу и раде додатно на описмењавању одраслих. Михајло Вујић је донео прву фудбалску лопту у Крушевицу, а и организовао фолклорну и драмску секцију у школи и селу. Имао је и запажено учершће на републичкој смотри такмичења у народном фолклору и певања народних изворних песама -краљице и лазарице.
Планирана али неизведена изградња акумулационог језера код села Бољара (код Равноделског моста) почетком осамдесетих година дели гравитациони простор крушевачке школе. Пратеће мере тог плана, да би ублажиле последице планиране поделе власинског корита, доносе разна побољшања за ђаке. Тако школа добија ђачку кухињу. Асфалитарају се прилази и школско двориште за мале спортове. 
Наставници школе оснивају и воде локални фудбалски клуб ФК „Златовац“, преименован касније у ФК „Слога“. Клуб се такмичио у општинској лиги.
После катастрофалне поплаве 1988. године, школа је претрпела велику штету у испостави у Доњем Дејану и централној школи у Крушевици. 
Културно-друштвени живот Крушевице и околине се одвијао у просторијама школе. Прпипремане су приредбе, рецитације и фоклорне игре за Дан школе и државне празнике. Поред тога постојао је забавни део за омладину и мештане. 
Школу су често посећивали песници и књижевници да би држали је песнички час на игралишту школе. 
Послератни комплекс школе је некада у свом саставу имао станове за учитеље, али су они претворени у учионице, а учитељи и наставници путују из града. 
Шире у власотиначком крају познати крушевачки учитељи из 1970-их и 1980-их година: Љубомир Цветковић, Буда и Смиља Петровић, Бранко Михајловић, Вучић и Душанка Раковић, Зоран Даскаловић, Мирослав Младеновић, Благоје Стојковић, Никола Митровић, Јова Стојановић, Мирјана Ристић, Верица Петковић и други. 
Почетком XXI. века Славољуб Анђелковић мештанин Крушевице и бивши ђак школе је изградио бисту Карађорђа Петровића, која је постављена у уређеном парку школе.